# Джунглі (фільм, 2012)
«Джунглі» — російський комедійний фільм Олександра Войтинського. Дата виходу — 29 листопада 2012.

## Сюжет
У подружжя Сергія і Марини в сімейному житті настала криза. І, щоб врятувати шлюб, Марина вмовляє чоловіка відправитися в екзотичну подорож. Опинившись на безлюдному острові, вони, замість того, щоб разом боротися за виживання, продовжують з'ясовувати стосунки. Але коли виявляється, що острів населений плем'ям войовничих тубільців, подружжя об'єднуються, щоб врятуватися і повернутися додому...

## У ролях
- Сергій Свєтлаков — Сергій
- Віра Брежнєва — Марина
- Марина Дюжева — Любов Олексіївна, мама Марини
- Олександр Половцев — Віктор Степанович, батько Марини
- Михайло Єфремов — Вадим Вадимович
- Ірина Медведєва — Іра, подруга Марини
- Олександр Макогон — Вовка, друг Сергія
- Володимир Мельник — лікар